# Aeroportul Municipal Morgantown
Aeroportul Municipal Morgantown (IATA: MGW, ICAO: KMGW, FAA LID: MGW) este un aeroport din Virginia de Vest, Statele Unite ale Americii ce deservește zona Morgantown⁠(d). Aeroportul a fost tranzitat în 2019 de 14.608 pasageri. A fost deschis în iunie 1938 și numit după zona deservită.
Situat la o altitudine de 379 m, aeroportul dispune de 1 pistă.

## Infrastructură

### Piste
Aeroportul dispune de o singură pistă. Pista 18/36 are suprafața de asfalt și dimensiunile 5.199 picioare × 150 picioare. 